# Giampaolo Medei
Giampaolo Medei (Treia, 14 dicembre 1973) è un allenatore di pallavolo italiano, tecnico della Lube.

## Carriera
La carriera di Giampaolo Medei inizia nella Lube, dove allena per diversi anni le squadre del settore giovanile; la chiamata in prima squadra arriva nella stagione 2001-02, quando viene nominato vice di Roberto Masciarelli. Nei cinque anni da secondo allenatore dei diversi tecnici che si avvicendano sulla panchina del club marchigiano (Raúl Lozano, Mauro Berruto e Ferdinando De Giorgi) conquista un campionato, una Coppa Italia, la European Champions League 2001-02 e due Coppe CEV.
Terminata questa esperienza passa alla Sparkling Milano, società militante nel campionato italiano di Serie A2, nel ruolo di vice di Daniele Ricci: nella prima annata vince sia il campionato che la Coppa Italia di categoria, ottenendo la promozione in Serie A1, campionato in cui milita nella stagione seguente; nell'annata 2008-09 fa il proprio esordio come primo allenatore, guidando il Potentino nel campionato di Serie B1, ma già in quella successiva torna nel massimo campionato ricongiungendosi con Daniele Ricci sulla panchina della Top Volley Latina; all'esonero del tecnico ravennate, alla fine di novembre 2009, viene promosso head coach e ottiene due salvezze consecutive.
Dopo una un'ulteriore stagione da secondo allenatore, stavolta alla Modena come vice di Daniele Bagnoli, chiude la sua esperienza italiana e si trasferisce nel massimo campionato francese, dove rimane per un quinquennio: nell'annata 2012-13 e in quella successiva guida il Narbonne, passando poi nella stagione 2014-15 al Beauvais, dove rimane per un altro biennio, e quindi nel campionato 2016-17 si trasferisce infine al Tours con cui si aggiudica la CEV Cup 2017 battendo in finale la Trentino.
Nel febbraio 2016 diventa inoltre assistente di Gianlorenzo Blengini sulla panchina della nazionale italiana, conquistando la medaglia d'argento a Rio de Janeiro 2016 e chiudendo questa esperienza al termine del campionato europeo 2017.
Rientra alla Lube per l'annata 2017-18, in Superlega: dopo aver perso le sei finali raggiunte sulle sette competizioni disputate dal club con lui alla guida, nel dicembre 2018, a pochi giorni dalla sconfitta nel campionato mondiale per club per mano della Trentino, rassegna le dimissioni.
Nella stagione 2019-20 torna alla guida di un club, nello specifico i turchi dello Ziraat Bankası dove rimane per un biennio culminato con la conquista del campionato 2020-21, il primo della storia per il club di Ankara. Nonostante la proposta di un prolungamento del contratto, prende la decisione di rifiutare per poter rientrare in Italia con la famiglia, che si traduce professionalmente in un'annata di inattività.
Accetta infine la proposta dei polacchi dell'Asseco Resovia con cui affronta la Polska Liga Siatkówki 2022-23 e con cui nella stagione successiva conquista la Coppa CEV.
Nella stagione 2024-2025 torna in Superlega sulla panchina della Lube. Nel gennaio 2025 conquista il suo primo trofeo con la squadra marchigiana vincendo la Coppa Italia 2024-2025.

## Palmarès
- Campionato turco: 1

2020-21
- Coppa Italia: 1

2024-25
- Coppa CEV: 1

2023-24
- Coppa CEV: 3

2016-17